# Башкатово (Покровский район)
Башкатово — деревня в Покровском районе Орловской области России.
Входит в состав Дросковского сельского поселения.

## География
Деревня находится на правом берегу реки Дросково, и граничит с деревнями Новосильевка (на севере) и Харчиково (на юге).
Просёлочная дорога на западе соединяет Башкатово с автодорогой, выходящей на автомобильную трассу Р-119.
В деревне имеется одна улица — Заречная.

## Население
| 2002 | 2010 |
| ---- | ---- |
| 118  | ↘50  |